# Норбергіт
Норбергіт — мінерал, флуоргідроксилсилікат магнію групи гуміту (ортосилікат магнію острівної будови).

## Загальний опис
Хімічна формула: Mg3[SiO4](F, OH)2. Mg частково заміщується Fe2+. Містить (%): MgO — 59,6; SiO2 — 29,6; F — 18,7; H2O –7,9.
Сингонія ромбічна.
Утворює таблитчасті кристали, суцільні маси.
Густина 3,1-3,2.
Твердість 6,5-6,75.
Колір білий, рудий, коричневий.
Блиск скляний, смоляний.
Зустрічається разом з іншими мінералами в породах, які зазнали метасоматозу.
Розповсюдження: Франклін (штат Нью-Джерсі, США), Паргас (Фінляндія), Піткяранта (Карелія, РФ).
Вперше знайдений в р-ні Норберґа (Швеція), що дало назву мінералу (P.Geijer, 1926).
Синоніми: пролектит.